# Urzeitmuseum Nußdorf ob der Traisen

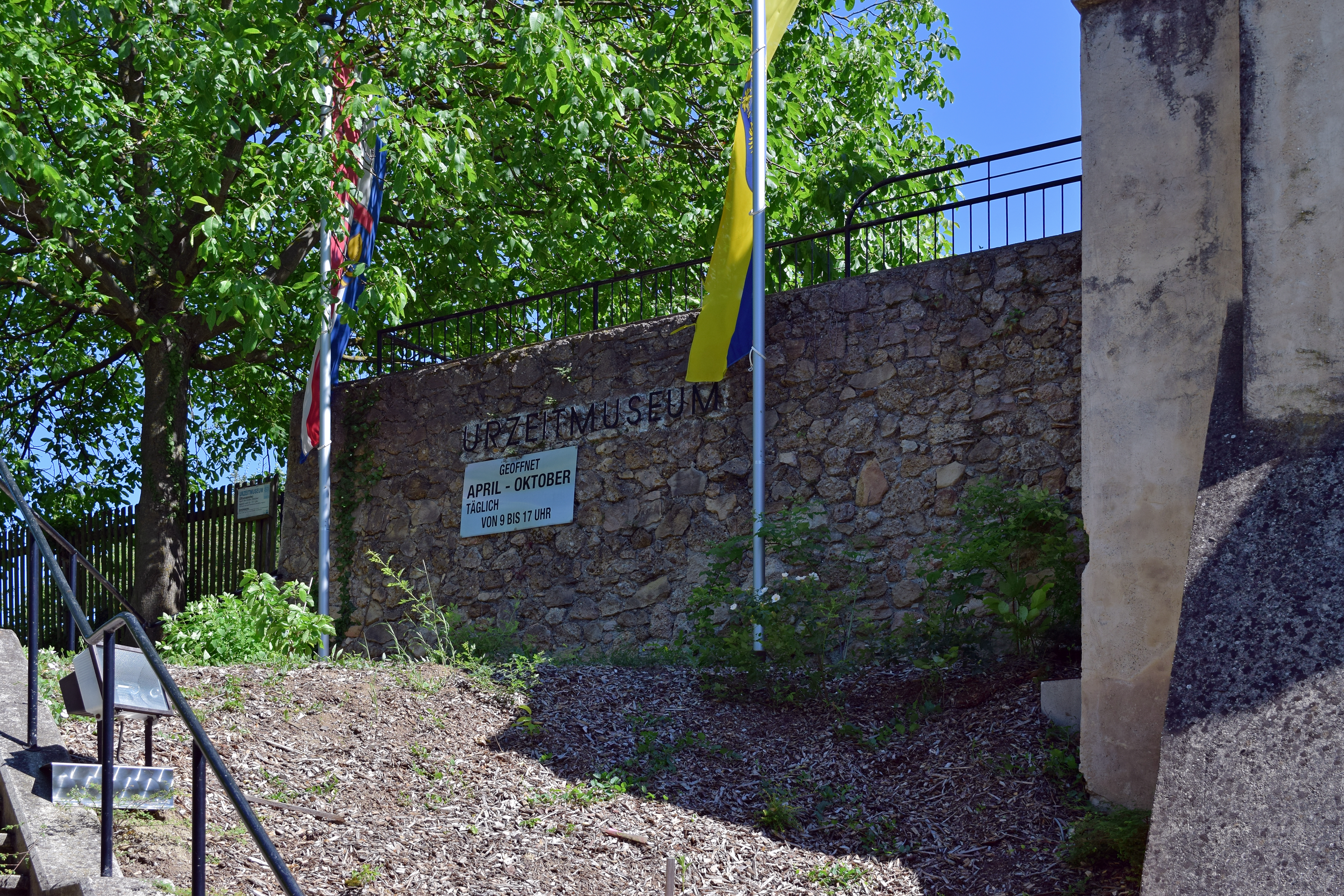
Aufgang zum Urzeitmuseum

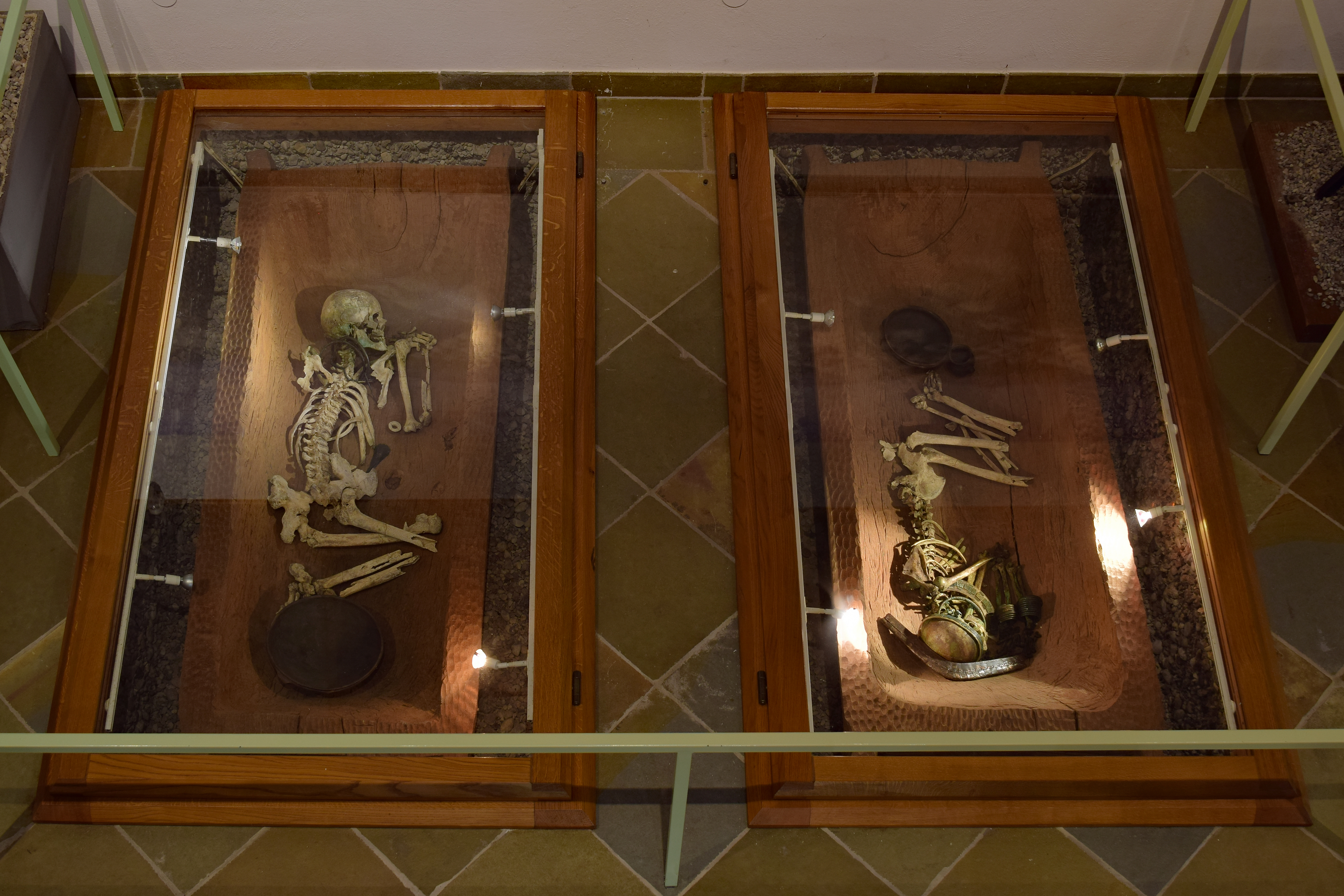
Nachbildung der Bestattung Verstorbener der oberen sozialen Schicht, gefunden im Gräberfeld I in Franzhausen

Das Urzeitmuseum Nußdorf ob der Traisen liegt am Marktplatz in der Marktgemeinde Nußdorf ob der Traisen im Bezirk St. Pölten-Land in Niederösterreich. Das Museum befindet sich in baulichen Resten des ehemaligen Schlosses Nußdorf ob der Traisen.

## Gebäude
Das Schloss Nußdorf ob der Traisen wurde 1860/1864 abgetragen.
Ein großes Kellergebäude unter einem Satteldach aus dem 19. Jahrhundert in romantisch-historisierenden Formen blieb erhalten. Nordseitig steht eine elfachsige Abfolge von im unteren Bereich geböschten Strebepfeilern und obigen Blendzinnen. Innen zeigt sich ein großer Hauptkeller mit einer hohen Gewölbetonne und einseitig angeordneten Stichkappen.

## Urzeitmuseum

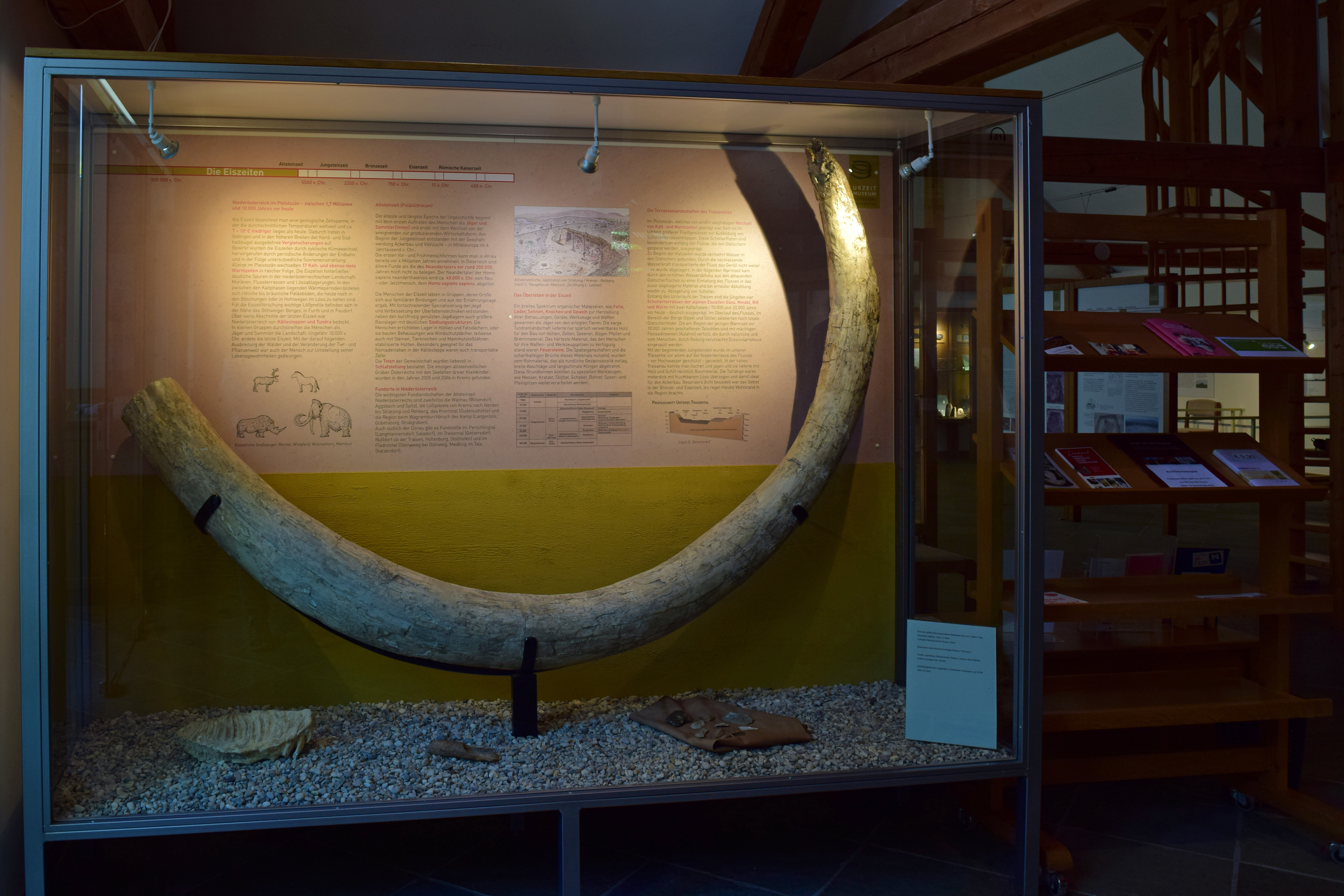
Das älteste Fundstück des Museums

Im seit 1993 ausgebauten Dachgeschoß wurde 1993 ein Urzeitmuseum eröffnet, welches das reiche, vor allem aus der Bronzezeit stammende Fundmaterial aus den Grabungen vom Bundesdenkmalamt im Unteren Traisental zeigt. Das älteste Exponat des Museums ist ein Mammutstoßzahn. Er ist 3,3 m lang und damit der größte bisher in Niederösterreich gefundene.

## Sonderausstellungen

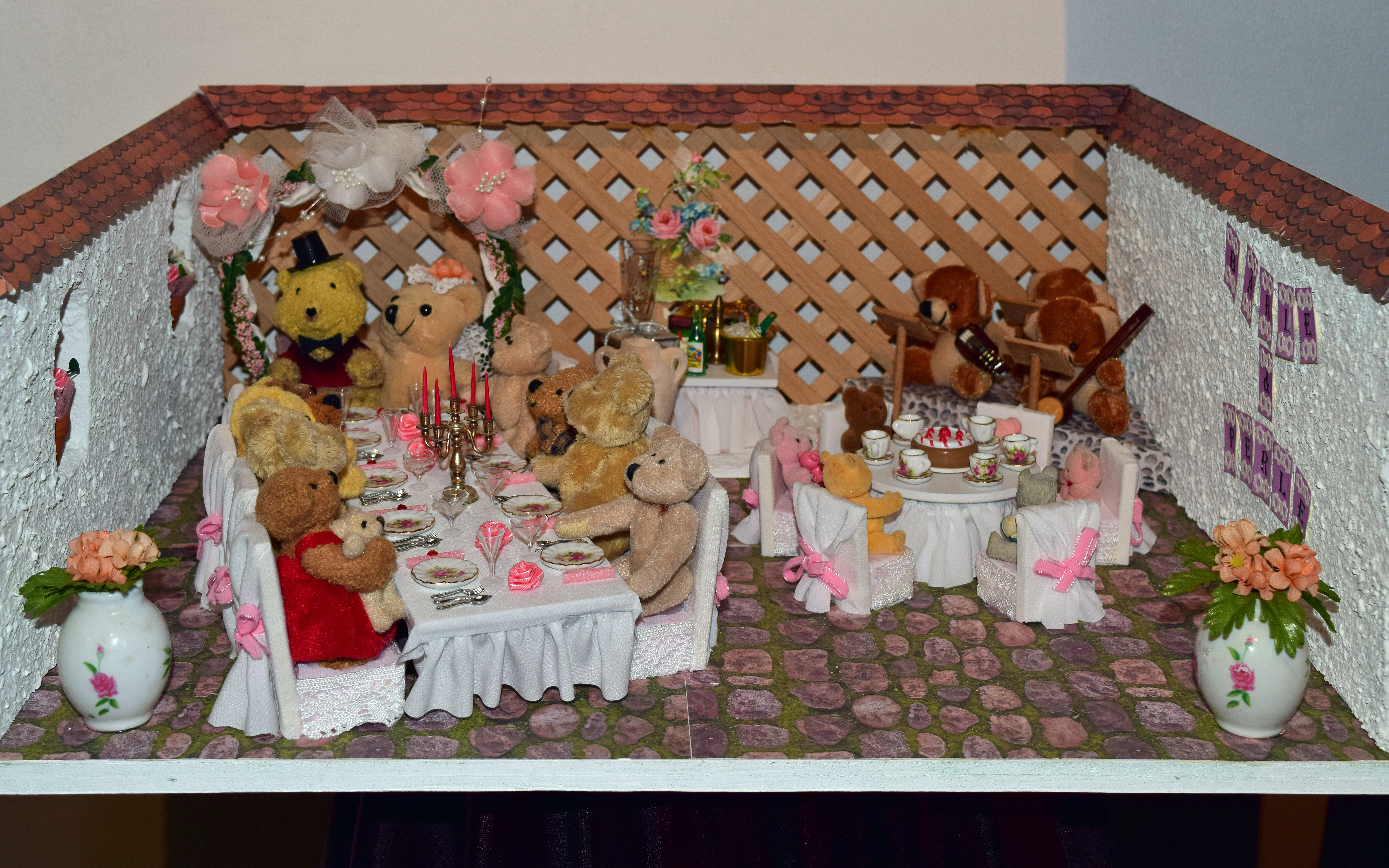
Teil der Sonderausstellung „Puppen- und andere Stuben“

In einem kleineren Ausstellungsraum werden Sonderausstellungen gezeigt, die zumindest jährlich wechseln. Diese beschäftigen sich mit unterschiedlichen Themen und werden großteils vom Unterstützungsverein des Museums „Kulturgenuss Traisental“ organisiert. Die Sonderausstellung im Jahr 2021 zeigte „Puppen- und andere Stuben“ aus dem Musikmuseum Kindberg, gestaltet vom Ehepaar Hösele.

## Kunst im öffentlichen Raum

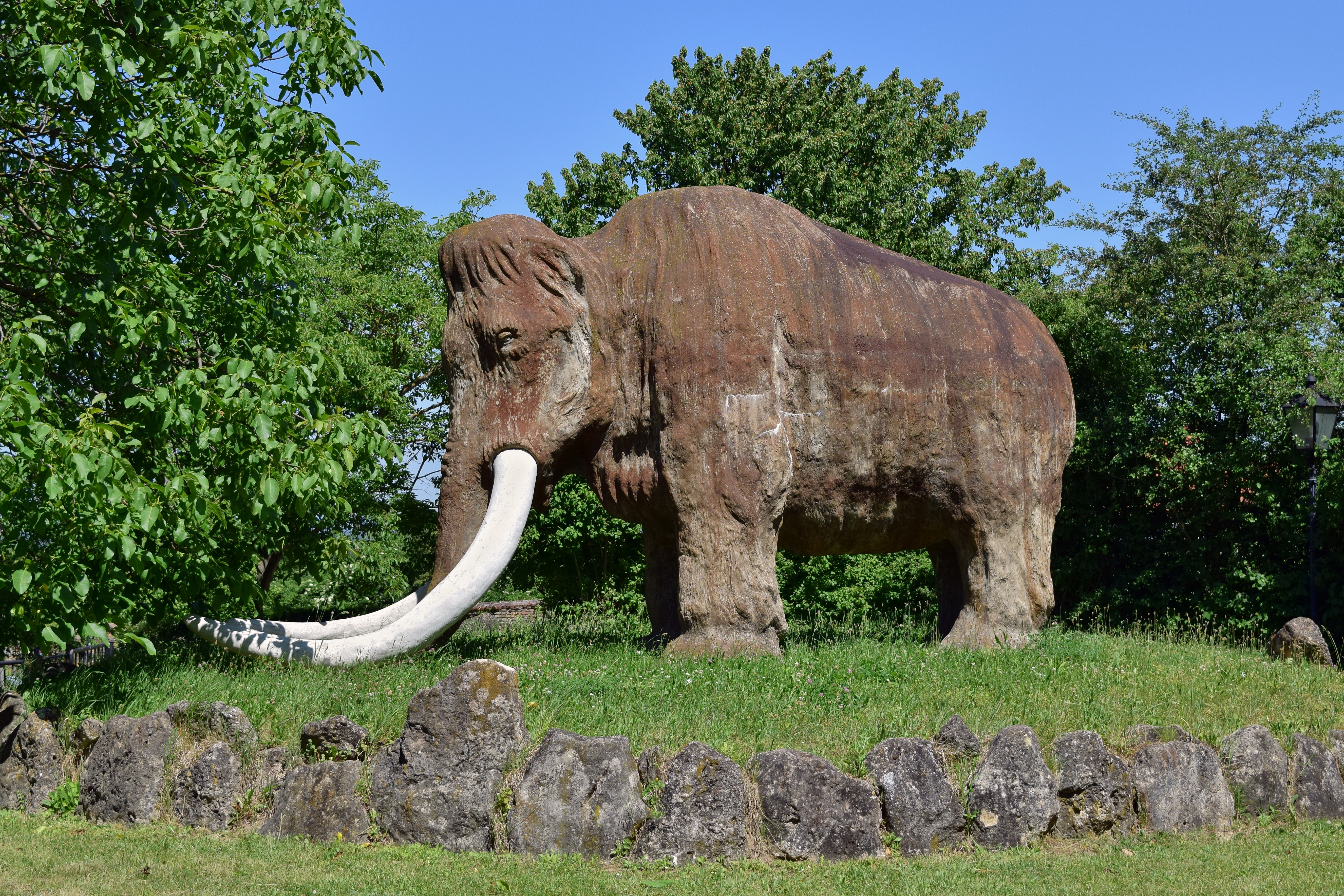
Kunststeinmammut im Garten des Museums

Im Garten des Urzeitmuseums steht ein 33 Tonnen schweres Mammut, das vom Klosterneuburger Bildhauer Thomas Kosma aus Kunststein geschaffen wurde.

## Leitung
- 1993–2002 Johannes-Wolfgang Neugebauer

## Auszeichnungen
- 1994 Österreichischer Museumspreis Anerkennungspreis